# François Bazin
Pour les articles homonymes, voir François Bazin (sculpteur) et Bazin.
François Emmanuel Joseph Bazin, né le 4 septembre 1816 à Marseille et mort le 2 juillet 1878 à Paris 9e, est un compositeur et pédagogue français.

## Biographie
Fils d'un fonctionnaire marseillais, il entre en 1836 au Conservatoire de Paris où il a comme professeurs Dourlen, Berton et Halévy. Il obtient le premier prix d'harmonie et accompagnement pratique cette même année dans la classe de Dourlen, un premier prix de contrepoint et fugue en 1837 et un premier prix d'orgue en 1839. En 1840, il remporte le premier Grand Prix de Rome. De retour de son séjour d'Italie pendant lequel il s'est surtout intéressé à la musique religieuse, il entreprend d'écrire pour le théâtre lyrique, tout en remplissant la fonction de professeur adjoint de la classe d'harmonie et accompagnement pratique, ancêtre de la classe d'accompagnement au piano. En 1849, il est nommé professeur titulaire de la classe d'harmonie et accompagnement pratique au Conservatoire puis, en 1871, il est nommé professeur titulaire d'une classe de composition qu'il tiendra jusqu'à sa mort en 1878. Le Traité d'harmonie théorique et pratique qu'il a laissé est un modèle de pédagogie.
Il a donné plusieurs opéras-comiques qui ont eu du succès dont ses deux chefs-d'œuvre : Maître Pathelin représenté le 12 décembre 1856 (avec la célèbre romance de Charlot à Angélique : Je pense à vous quand je m'éveille) et Le Voyage en Chine, représenté le 9 décembre 1865. On lui doit aussi divers morceaux de musique sacrée et profane.
Après 1860, il remplace Charles Gounod, démissionnaire, à la tête de l'Orphéon municipal de Paris.
En 1873, il devient membre de l'Institut de France et reçoit la distinction de officier de la Légion d'honneur en 1876. 
À sa mort en 1878, Adolphe Danhauser lui succède à la tête de l'Orphéon municipal de Paris.
Il repose au cimetière du Père-Lachaise.

## Œuvres

### Enseignement musical et théorie
- Cours d'harmonie théorique et pratique, Paris, L. Escudier, 1857, 400 p. (BNF 42837337, lire en ligne)
- Exercices de lecture musicale, recueil des solfèges composés spécialement pour les concours annuels des écoles communales, Paris, Henry Lemoine, 1860, 73 p. (BNF 42837339, lire en ligne)
- Cours de contrepoint théorique et pratique, Paris, Henry Lemoine, 1881 (BNF 42837338, lire en ligne)

### Opéra-comique
- Le Trompette de M. le Prince, Paris, E. Troupenas et C.ie, 1846 (BNF 42837195, lire en ligne) (Joubert et Melesville)
- Le Malheur d'être jolie (Desnoyers), 1847.
- La Nuit de la Saint-Sylvestre, Mélesville et M. Masson, 1849 (lire en ligne)
- Madelon (Sauvage), 1852.
- Maître Pathelin (de Leuven et Langlé), 1856.
- Les Désespérés (de Leuven et Langlé), 1858.
- Marianne (Challamel) (n.p. ; 1861-2)
- Le Voyage en Chine : Opéra comique en 3 actes, MM. E. Labiche & A. Delacour, Labiche et Delacour, 1865 (lire en ligne).
- L'Ours et le Pacha (Scribe et Saintine, avec J. X. Boniface), 1871.

### Comédie musicale
- Maître Pathelin (Lemoine)
- Le Voyage en Chine (Lemoine, Joubert)
- Airs extraits (Lemoine, Joubert)

### Ouverture
- L'Ours et le Pacha (Hamelle)
- La Madelon (Hamelle)

### Chœur
- Chant seul ou a cappella :
  - 3 voix : O douce paix (Joubert, Lemoine)
  - 4 voix : Symphonie vocale no 2 (Joubert, Lemoine)
  - Chants pour les orphéons (12 des 25 œuvres des Soirées orphéoniques. Collections de chœurs approuvés par la Commission du chant de la ville de Paris pour les orphéons de France. Première collection. 1860, Lescudier, Paris)
- Chant avec ou sans accompagnement d'orgue ou d'harmonium (piano) :
  - Divers chœurs (Joubert, Lemoine)

## Sources partielles
- Marie-Nicolas Bouillet  et Alexis Chassang (dir.), « François Bazin » dans Dictionnaire universel d’histoire et de géographie, 1878 (lire sur Wikisource)
- Gustave Chouquet, Histoire de la musique dramatique en France, 2008.
- Édouard Noël, Les Annales du théâtre et de la musique, 2009.

## Liens